# Paglat
Paglat è una municipalità di quarta classe delle Filippine, situata nella Provincia di Maguindanao, nella Regione Autonoma nel Mindanao Musulmano.
Paglat è formata da 8 baranggay:
- Campo
- Damakling
- Damalusay
- Kakal
- Paglat
- Salam
- Tual
- Upper Idtig